# Бешњево
Бешњево је насељено мјесто у општини Шипово, Република Српска, БиХ. Према попису становништва из 1991. у насељу је живјело 377 становника.

## Становништво
| Националност       | 1991. | 1981. | 1971. | 1961. |
| Муслимани          | 249   |       |       |       |
| Срби               | 121   |       |       |       |
| Југословени        | 5     |       |       |       |
| остали и непознато | 2     |       |       |       |
| Укупно             | 377   | '     | '     | '     |

| Демографија | Демографија | Демографија |
| Година      | Становника  | Становника  |
| ----------- | ----------- | ----------- |
| 1961.       | 589         |             |
| 1971.       | 542         |             |
| 1981.       | 402         |             |
| 1991.       | 377         |             |